# 31787 Darcylawson
31787 Darcylawson este o planetă minoră (asteroid) din centura de asteroizi. A fost descoperită pe 18 mai 1999 la Experimental Test Site⁠(d) de Lincoln Near-Earth Asteroid Research. 
Obiectul prezintă o orbită caracterizată de o semiaxă mare de 2,7709929 UAi, o excentricitate de 0,12, o înclinație de 7,06749 ° în raport cu ecliptica.